# Joseph Jaubert de Réart
Joseph Jaubert de Réart (Pontellà, 30 de desembre del 1792 - 23 de març del 1836) va ser un historiador i polític nord-català d'expressió francesa.

## Biografia
Presidí l'alcaldia de Pontellà del 1826 al 1836 i va ser membre del Consell del primer districte dels Pirineus Orientals. En les seves hores de lleure es dedicà a l'estudi científic, amb un gran nombre de publicacions al Publicateur des Pyrénées-Orientales. Se'l considera l'iniciador de l'arqueologia a la Catalunya del Nord, i fou el primer a relacionar els monuments celtes que es conservaven al Departament. També aparegué al Publicateur (1835) un seguit d'articles Essai sur le langage des Bohémiens, el primer estudi sobre la parla dels gitanos a Catalunya. Jaubert va ser un dels membres fundadors de la Société Philomatique, que amb el temps (1842) esdevindria Societat Agrícola, Científica i Literària dels Pirineus Orientals; Joan Capeille considera que les seves contribucions en els primers anys de la nova societat foren fonamentals per a l'èxit futur de l'entitat. N'era el primer president quan la mort l'encalçà el 1836, a Pontellà.
| «                                                          | Retrempé par les souvenirs d'un passé aussi glorieux qu'honorable, le département des Pyrénées-Orientales, il faut l'espérer, donnerà à juger à ses détracteurs, s'il ne possède pas, autant qu'un autre des éléments pour tenir la place qui lui convient dans le mouvement intellectuel général, imprimé aujourd'hui au grand tout dont il fait partie, et pour vous, Messieurs, à qui les destinées de notre patrie sont chères, fésons tous nos efforts pour qu'on puisse dire, un jour: Il y eut à Perpignan une société d'hommes à intentions généreuses, dont les travaux furent utiles à leur pays | » |
| — Parlament de Jaubert a la Societé Philomatique, 6.8.1834 | |   |

Ultra els seus articles a diverses revistes, vora el 1800 va escriure un volum de poemes i pensaments que ha romàs inèdit.
Le Journal des Savants feu a l'abril del 1835 un article ben elogiós sobre les seves descobertes. Joseph Jaubert era membre corresponent de Reial Societat d'Antiquaris de França.

## Obres
(selecció)
- Les feux de la Saint-Jean. Croyances usages et coutumes (entre autre en Roussillon), article a Le Publicateur, Journal comercial illustré des Pyrénées-Orientales 25 (1833), p. 286-287
- Archéologie, article a Le Publicateur 18 (4.51833), p. 69-70
- «Le Conte de la vieille». Bulletin de la Société Philomatique de Perpignan, vol. 1, 2, 1833, pàg. 24-28.
- «Le Grand Beiram des Bohémiens». Bulletin de la Société Philomatique de Perpignan, vol. 1, 2, 1833, pàg. 72-75.
- «La Mahut, près de l'Ecluse». Bulletin de la Société Philomatique de Perpignan, vol. 1, 2, 1833, pàg. 55-58.
- «Notice historique». Bulletin de la Société Philomatique de Perpignan, vol. 1, 2, 1833, pàg. 1-4.
- «Considération sur les avantages de l'étude». Bulletin de la Société Philomatique de Perpignan, vol. II, 1835, pàg. 16-18.
- «Découverte d'un gîte romain». Bulletin de la Société Philomatique de Perpignan, vol. II, 1835, pàg. 198-202.
- «Rapport sur un serpent d'11 pieds de long et 18 pouces de circonférence tué dans le département». Bulletin de la Société Philomatique de Perpignan, vol. II, 1835, pàg. 70-71. En collaboration avec M. Companyo
- «Le Vallon de Montbram». Bulletin de la Société Philomatique de Perpignan, vol. II, 1835, pàg. 171-186.
- «Souvenirs pyrénéens». Bulletin de la Société Philomatique de Perpignan, vol. II, 1835, pàg. 187-197.
- Essai sur le langage des Bohémiens, col·lecció d'articles a Le Publicateur (1835)
- Mémoire sur quelques monuments celtiques existants dans le Département des Pyrénées-Orientales, article a Mémoires de la Societé Royale des Antiquaires de France 11 (1935), p. 1-14
- «Monument celtique au col de Prunet». Bulletin de la Société Philomatique de Perpignan, vol. III, 1837, pàg. 42-45.
- «Monument druidique sur la montagne de Teulis». Bulletin de la Société Philomatique de Perpignan, vol. III, 1837, pàg. 33-35.
- «Souvenirs celtiques en Roussillon». Bulletin de la Société Philomatique de Perpignan, vol. III, 1837, pàg. 36-41.
- Souvenirs pyrénéens, article a Le Publicateur 18 (1835)
- La Noël des gitanes, article a La Papillon 178 (1885?)